# Giuseppe Vasi

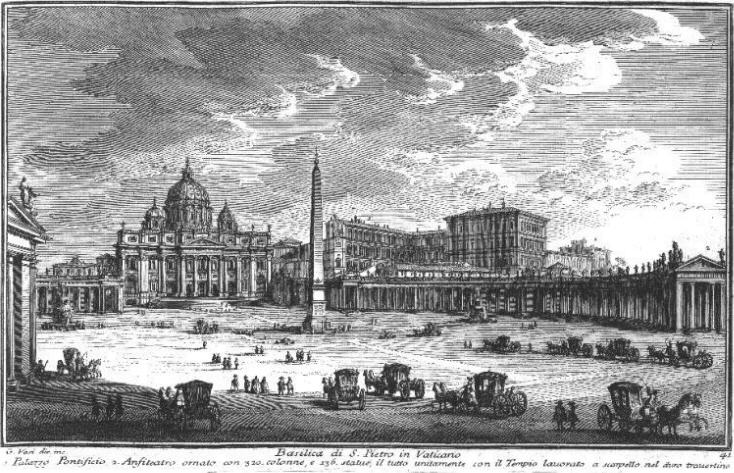
Giuseppe Vasi - "Basilica di San Pietro in Vaticano". Le Basiliche e Chiese antiche (1753).

Giuseppe Vasi, född 27 augusti 1710 i Corleone på Sicilien, död 16 april 1782 i Rom, var en italiensk gravör och konstnär.
Mellan 1746 och 1761 publicerade Vasi 10 volymer med sammanlagt 240 gravyrer med vyer över Rom och dess monument.

## Biografi
Giuseppe Vasi föddes 1710 i Corleone på Sicilien. Senare, omkring 1736, flyttade han till Rom. Efter en period av intensiva besök och studier började Vasi att arbeta som gravör vid avdelningen för Calcografi, en slags kopparstickskonst, vid den offentliga huvudinstitution i Rom, där man ägnar sig åt gravyrer och etsningar. Avdelningen hade grundats några år tidigare av påven Clemens XII. Hans åsikter för Calcografia innehåller panoramabilder av Fontana di Trevi och Spanska trappan.
Senare började Vasi att arbeta på egen hand. Han tillverkade och försålde sina egna vyer till en offentlig publik som huvudsakligen bestod av turister. Den första serien bestod av Vedute di Roma sul Tevere, det vill säga Utsikter över Rom på Tibern ca 1743. Den anpassades senare att bli en del av storheten i antika och moderna Rom. Under dessa år var Vasi under en begränsad tidsperiod värd även i sin verkstad för den unge Giovanni Battista Piranesi, som var hans största elev och som formade hans teknik här som gravör.
Från 1747 till 1761 publicerade Giuseppe Vasi en serie med tio volymer inklusive 240 gravyrer av utsikt över Rom. Han skapade också 15 minnestavlor med gravyrer av operascener designad av Vincenzo Re. Några av dessa ingår i en del av samlingen på Victoria and Albert Museum i London.

## Kartograf och författare
Giuseppe Vasi spelade en viktig roll som kartograf och författare. Som kartograf återfinns hans stora karta över Rom, som publicerades i början av 1760-talet, men tänkt att ges ut minst 20 år tidigare. Som författare skrev Vasi nio av de tio böckerna i "Magnificenze" (II to X) och "Itinerario Istruttivo". Denna resplan, som också publicerades första gången på 1760-talet, visade sig vara en av de mest framgångsrika företagen. De översattes till franska och senare till engelska. Den omredigerades och ändrades och publicerades fram till mitten av 1800-talet.

## Vadutamåleriet och Vasis återupptäckt
Under 1600-talet fick vedutamåleriet en alltmer bildartad karaktär och nådde under 1700-talet sin höjdpunkt inom den italienska konsten. Fram till 1760-talet var Giuseppe Vasi en berömd man och konstnär, då den italienska grafikern och arkitekten Giovanni Battista Piranesi definitivt tog över rollen som etsare och kopparstickare. Piranesi, som var lärjunge till Vasi, gjorde att hans nya stil blev gammal och föråldrad. Giuseppe Vasi var konstnärligt glömd i mer än 200 år och hans vyer beaktades bara för dess topografiska och dokumentära kvaliteter. Men tack vare monografin av Luisa Scalabroni förändrades saker och ting 1981 och ännu mer på 1990-talet. Det var främst tack vare bidragen av katalogen av den italienske konsthistorikern och professorn Paolo Coen och kartorna av amerikanen Allan Ceen som Vasi återupptäcktes. Allan Ceen öppnade år 2000 Studium Urbis som ett forskningscentrum på Roms topografi och stadsutveckling.
Idag anses Giovanni Battista Piranesi inte längre som Giuseppe Vasis besegrade rival, utan som en konstnär med sin egen personlighet och teknik. Giuseppe Vasi gav ett betydande bidrag till den romerska skolans gravyrer som tillämpas på "veduta" (utsikter), med en roll ganska lik Giovanni Paolo Paninis (1691-1765) målning, men den är långt ifrån revolutionerande. Vedutamåleri kommer av italienskans veduta, som betyder "utsikt" eller "vy", och är en riktning inom landskapsmåleriet. Giovanni Paolo Panini eller Pannini var en målare och arkitekt, som arbetade i Rom och han är främst känd som en av de som målade "veduter", det vill säga han var "vymålare".